# Vitna vas
Vitna vas je naselje v Občini Brežice.

## Prebivalstvo
Etnična sestava 1991:
- Slovenci: 51 (73,9 %)
- Hrvati: 26 (26,1 %)